# Monhystera propinqua
Monhystera propinqua är en rundmaskart som beskrevs av Daday 1905. Monhystera propinqua ingår i släktet Monhystera och familjen Monhysteridae. Inga underarter finns listade i Catalogue of Life.